# Superliga 2006-2007 (Slovacchia)
L'edizione 2006-07 della Corgoň Liga vide la vittoria finale dello Žilina.
Capocannoniere del torneo fu Tomáš Oravec (Artmedia Bratislava), con 16 reti.

## Classifica stagione regolare
Le prime 8 squadre accedono alla seconda fase, le ultime 4 agli spareggi-salvezza.
|    | Classifica          | G  | V  | N | P  | GF | GS | Dif | Pt |
| -- | ------------------- | -- | -- | - | -- | -- | -- | --- | -- |
| 1  | Žilina              | 22 | 16 | 4 | 2  | 53 | 13 | +40 | 52 |
| 2  | Artmedia Bratislava | 22 | 13 | 3 | 6  | 40 | 28 | +12 | 42 |
| 3  | VSS Košice          | 22 | 10 | 4 | 8  | 29 | 29 | +0  | 34 |
| 4  | Ružomberok          | 22 | 8  | 7 | 7  | 26 | 18 | +6  | 31 |
| 5  | Dukla B.B.          | 22 | 8  | 7 | 7  | 23 | 25 | -2  | 31 |
| 6  | Senec               | 22 | 9  | 4 | 9  | 22 | 30 | -8  | 31 |
| 7  | Nitra               | 22 | 9  | 3 | 10 | 16 | 21 | -5  | 30 |
| 8  | Slovan Bratislava   | 22 | 7  | 5 | 10 | 24 | 32 | -6  | 26 |
| 9  | Inter Bratislava    | 22 | 6  | 7 | 9  | 25 | 25 | +0  | 25 |
| 10 | Dubnica             | 22 | 6  | 7 | 9  | 24 | 35 | -11 | 25 |
| 11 | Spartak Trnava      | 22 | 6  | 6 | 10 | 22 | 33 | -11 | 24 |
| 12 | AS Trenčín          | 22 | 3  | 5 | 14 | 17 | 32 | -15 | 14 |

### Poule scudetto
|   | Classifica          | G  | V  | N | P  | GF | GS | Dif | Pt |
| - | ------------------- | -- | -- | - | -- | -- | -- | --- | -- |
| 1 | Žilina              | 28 | 22 | 3 | 3  | 80 | 17 | +63 | 69 |
| 2 | Artmedia Bratislava | 28 | 17 | 5 | 6  | 56 | 38 | +18 | 56 |
| 3 | Slovan Bratislava   | 28 | 11 | 8 | 9  | 35 | 33 | +2  | 41 |
| 4 | Ružomberok          | 28 | 10 | 7 | 11 | 25 | 29 | -4  | 37 |
| 5 | VSS Košice          | 28 | 10 | 5 | 13 | 31 | 35 | -4  | 35 |
| 6 | Nitra               | 28 | 9  | 4 | 15 | 21 | 33 | -12 | 31 |
| 7 | Dukla B.B.          | 28 | 7  | 6 | 15 | 24 | 46 | -22 | 27 |
| 8 | Senec               | 28 | 3  | 8 | 17 | 22 | 63 | -41 | 17 |

### Verdetti
- Žilina campione di Slovacchia 2006-07.
- Artmedia Bratislava qualificato alla Coppa UEFA 2007/08
- Slovan Bratislava qualificato alla Coppa Intertoto 2007
- Inter Bratislava retrocesso in II. liga.

## Statistiche e record

### Classifica marcatori
| Gol |  |  | Giocatore        | Squadra             |
| --- |  |  | ---------------- | ------------------- |
| 16  |  |  | Tomáš Oravec     | Artmedia Bratislava |
| 15  |  |  | Stanislav Šesták | Žilina              |
| 14  |  |  | Dare Vršič       | Žilina              |
| 14  |  |  | Adam Nemec       | Žilina              |
| 14  |  |  | Pavol Masaryk    | Slovan Bratislava   |
| 13  |  |  | Peter Štyvar     | AS Trenčín/ Žilina  |
| 12  |  |  | Róbert Rák       | Ružomberok          |
| 12  |  |  | Andrej Porázik   | Žilina              |
| 10  |  |  | Michal Filo      | Dubnica             |
| 10  |  |  | Juraj Halenár    | Artmedia Bratislava |

### Capoliste solitarie
- 2ª giornata:  Dubnica
- Dalla 5ª giornata alla 22ª giornata:  Žilina

### Record
- Maggior numero di vittorie:  Žilina (16)
- Minor numero di sconfitte:  Žilina (2)
- Migliore attacco:  Žilina (53 gol fatti)
- Miglior difesa:  Žilina (13 gol subiti)
- Miglior differenza reti:  Žilina (+40)
- Maggior numero di pareggi:  Ružomberok,  Dukla B.B.,  Inter Bratislava e  Dubnica (7)
- Minor numero di pareggi:  Artmedia Bratislava e  Nitra (3)
- Minor numero di vittorie:  AS Trenčín (3)
- Maggior numero di sconfitte:  AS Trenčín (14)
- Peggiore attacco:  Nitra (16 gol fatti)
- Peggior difesa:  Dubnica (35 gol subiti)
- Peggior differenza reti:  AS Trenčín (-15)